# Puig d'en Cases
El Puig d'en Cases és una muntanya de 294 metres que es troba al municipi de Rabós, a la comarca catalana de l'Alt Empordà.